# Bay City (Wisconsin)
Bay City és una població dels Estats Units a l'estat de Wisconsin. Segons el cens del 2000 tenia 465 habitants.

## Demografia
Segons el cens del 2000, Bay City tenia 465 habitants, 187 habitatges, i 120 famílies. La densitat de població era de 352 habitants per km².
Dels 187 habitatges en un 29,9% hi vivien nens de menys de 18 anys, en un 50,3% hi vivien parelles casades, en un 7% dones solteres, i en un 35,8% no eren unitats familiars. En el 25,1% dels habitatges hi vivien persones soles el 10,2% de les quals corresponia a persones de 65 anys o més que vivien soles. El nombre mitjà de persones vivint en cada habitatge era de 2,49 i el nombre mitjà de persones que vivien en cada família era de 2,94.
Per edats la població es repartia de la següent manera: un 23,4% tenia menys de 18 anys, un 7,5% entre 18 i 24, un 28% entre 25 i 44, un 28,2% de 45 a 60 i un 12,9% 65 anys o més.
L'edat mediana era de 40 anys. Per cada 100 dones de 18 o més anys hi havia 114,5 homes.
La renda mediana per habitatge era de 47.679 $ i la renda mediana per família de 50.962 $. Els homes tenien una renda mediana de 34.844 $ mentre que les dones 25.500 $. La renda per capita de la població era de 19.598 $. Aproximadament el 2,3% de les famílies i el 6,1% de la població estaven per davall del llindar de pobresa.

## Poblacions més properes
El següent diagrama mostra les poblacions més properes.